# Narzeczony mimo woli
Narzeczony mimo woli (ang. The Proposal) – amerykański film fabularny, komedia romantyczna w reżyserii Anne Fletcher, wyprodukowany w 2009 roku.

## Fabuła
Bizneswoman Margaret Tate, podpora potężnego nowojorskiego wydawnictwa, postanawia wyjść za mąż za swego asystenta Andrew Paxtona, którego traktowała dotąd gorzej, niż bezceremonialnie. Zmuszają ją do tego fikcyjnego związku niespodziewane okoliczności. Kobieta jest Kanadyjką, chce uzyskać amerykańskie obywatelstwo, ponieważ grozi jej deportacja z powodu zaniedbania procedur wizowych. Para wyjeżdża na weekend do rodziców Andrew w miejscowości Sitka na Alasce.

## Obsada
- Sandra Bullock jako Margaret Tate
- Ryan Reynolds jako Andrew Paxton
- Malin Åkerman jako Gertrude
- Mary Steenburgen jako Grace Paxton
- Craig T. Nelson jako Joe Paxton
- Oscar Nuñez jako Ramone
- Aasif Mandvi jako Bob Thurber
- Betty White jako babcia Annie
- Denis O’Hare jako pan Gilbertson
- Niecy Nash jako Flight Attendant

i inni

## Nagrody i nominacje
Złote Globy 2009
- Najlepsza aktorka w komedii/musicalu - Sandra Bullock (nominacja)

Nagroda Satelita 2009
- Najlepsza aktorka w komedii/musicalu - Sandra Bullock (nominacja)